# Forte Teglia
Viene chiamato Forte Teglia un complesso di edifici situati su un promontorio prospiciente il porto dell'isola di Pianosa, nel territorio comunale di Campo nell'Elba, in provincia di Livorno. La sua ubicazione è su un modesto sperone che chiude a ovest il Porticciolo e a est il moderno approdo. Questo complesso di edifici si è formato attraverso la sovrapposizione di vari interventi successivi.
Probabilmente, durante la Signoria degli Appiani ospitava una torre di avvistamento a protezione del piccolo borgo presente sul lato sinistro dell'antico Porticciolo. Nel 1814 Napoleone Bonaparte ordinò di costruirvi una caserma "a prova di bomba" che potesse ospitarvi una trentina di soldati e che avesse nella sua parte anteriore una piattaforma per dei cannoni. L'opera rimase incompiuta a causa della sua improvvisa partenza dall'Isola d'Elba avvenuta il 26 febbraio 1815.
Negli anni successivi alla Restaurazione il Governo Granducale provvide in varie fasi a terminare sia la caserma che la piattaforma armandola con un cannone da costa.
Il Forte Teglia rimase con questa funzione fino alla fine degli agli anni Settanta dell'Ottocento, quando subì delle importanti modifiche con l'aggiunta di varie strutture di servizio al complesso carcerario che si era costituito a partire dal 1858.
Oggi sull'estremità di un parapetto fatto aggiungere dal Governo Granducale per rendere la manovrabilità del cannone più agevole, si vede una statua della Madonna ivi collocata da Madre Teresa di Calcutta nel 1986 durante la sua visita al carcere di Pianosa.
Il complesso si articola su più livelli sfalsati, con gran parte dei tratti sommitali che presentano un coronamento ad archetti ciechi a tutto sesto su cui si articola la soprastante merlatura; all'angolo meridionale e a quello nord-occidentale sono presenti strutture turriformi addossate alla restante struttura. Lungo le facciate occidentale ed orientale si aprono una serie di bifore caratterizzate da colonnine centrali su cui poggiano i due archetti a sesto acuto, a loro volta sovrastati dal più ampio arco semicircolare. Nell'insieme, prevalgono elementi stilistici di tipo neoromanico, ben distinguibili nell'impianto di gusto eclettico.